# Hành Nam
Hành Nam (chữ Hán giản thể: 衡南县, Hán Việt: Hành Nam huyện) là một huyện thuộc địa cấp thị Hành Dương, tỉnh Hồ Nam, Cộng hòa Nhân dân Trung Hoa. Huyện này có diện tích 2621  km², dân số năm 2004 là 1,01 triệu người.
Hành Nam giáp các đơn vị cấp huyện: Hành Dương, Hành Sơn, An Nhân, Thường Ninh, Lỗi Dương, Kỳ Đông